# Partido Adolfo Alsina
Adolfo Alsina (hiszp. Partido de Adolfo Alsina) – jedno z 135 partidos, znajduje się w zachodniej części prowincji Buenos Aires. Siedzibą administracyjną jest miasto Carhué. Funkcję Intendenta pełni David Abel Hirz. Partido Adolfo Alsina ma powierzchnię 5 878,1 km², w 2010 r. zamieszkiwało w nim 17 tys. mieszkańców (8 405 mężczyzn i 8 667 kobiet).

## Miejscowości
W partido Adolfo Alsina znajdują się następujące miejscowości:

- Arano
- Arturo Vatteone
- Avestruz
- Canónigo Gorriti
- Carhué
- Delfín Huergo
- Esteban Augustin Gascón
- San Miguel Arcángel
- Los Gauchos
- Villa Maza
- Murature
- Rivera
- Thames
- Tres Lagunas
- Yutuyaco

## Demografia
Zmiana liczby ludności w latach 1895 – 2010 na podstawie kolejnych spisów ludności.